# Schwan-Stabilo Company
Schwan-STABILO Company ou Schwanhäusser Holding GmbH & Co.KG é uma empresa alemã fabricante de produtos de escrita, cosméticos e de esportes outdoor (esporte que engloba todas as modalidades conhecidas como radicais ou de aventura) com sede em Nuremberg, Alemanha. Mais conhecida pelos seu produtos de escrita, principalmente pelo seu marcador de texto Stabilo Boss.

## História
A empresa foi fundada no ano de 1855, em Nuremberg, como Grossberger & Kurz Bleistiftfabrik (atuando apenas no ramo de utensílios de escrita), até ser adquirida pelo escriturário Gustav Adam Schwanhäusser, no ano de 1865. Logo, a empresa foi modificada e renomeada com o seu sobrenome, tornando-se Schwan Bleistiftfabrik. É dessa fase a criação de um logotipo, um cisne, que a empresa mantém até os dias de hoje.

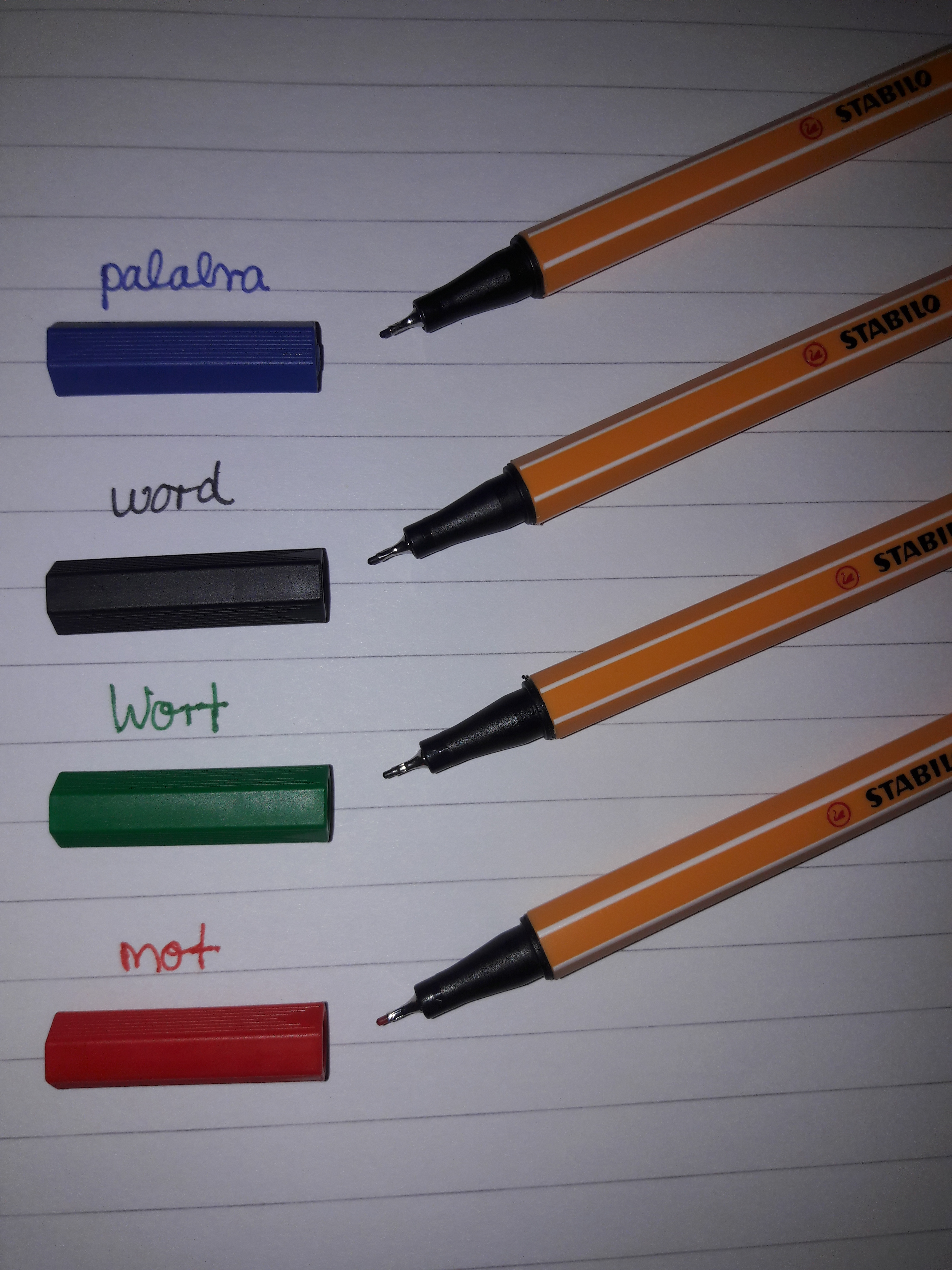
Stabilo Point 88

No ano de 1930, os produtos expandiram-se para cosméticos, porém a produção foi interrompida pela Segunda Guerra Mundial no ano de 1939 e, no ano de 1945, no final da guerra, apenas restaram ruínas da fábrica de lápis. No ano de 1946, após a recuperação da empresa, a produção de cosméticos foi retomada, o que incorreu num crescimento significativo de participação no setor desde 1970. No ano de 1948, a produção foi aliviada com a instalação de uma fábrica na cidade de Weisseburg na Alemanha, onde produzia o cilindro de madeira (um dos materiais que compõe o lápis).
No ano de 1967, a empresa abriu uma filial na Malásia, chamada Swan Malaysia Sdn Bhd - apenas na Malásia - e uma na China, recentemente (2008). Em 1976, foi renomeada como Schwan-Stabilo e novamente, no ano de 2005, como Stabilo International.
A empresa possui hoje três fábricas para lápis: uma em Weißenburg (distrito localizado na região administrativa de Mittelfranken) na Bavária, Alemanha, uma na cidade malasiana Johor Bahru e uma, desde 1991, em Český Krumlov, na  República Tcheca. As fábricas para cosméticos estão em Heroldsberg, na Alemanha, uma no México (aberta recentemente, no ano de 2008) e uma na República Tcheca, vendidos como OEMs (Original Equipment Manufacturer em inglês), porém não sob a marca Stabilo.
No ano de 2006, a Schwan-Stabilo adquiriu a empresa especialista em produtos de esportes outdoor a Deter Sport, crescendo sua área de produtos.

### Prêmios
A empresa foi prestigiada por vários prêmios por alguns de seus produtos

#### Stabilo Luminator
Red Dot Award-1998
ISPA Product of the Year (Produto do Ano) -1999
IF Product Design Award (Prêmio de Design)-1999
IF Product Design Award (Prêmio de Design)-2000

#### Stabilo Bionic Worker
ISPA Product of the Year (Produto do Ano)-2001

#### Stabilo Point 88
German Packaging Design Award (Prêmio Alemão de Design de Embalagem)-2006

### A companhia
Fazem parte da Schwan-Stabilo Company:
- Schwan-STABILO Schwanhäußer GmbH & Co. KG (utensílios de escrita)
- Schwan-STABILO Cosmetics GmbH & Co. KG (cosméticos)
- Deuter Sport GmbH & Co. KG (produtos para esportes outdoor)
- Schwan-STABILO Promotion Products GmbH & CO. KG
- STABILO International GmbH